# 学生残酷映画祭
学生残酷映画祭（がくせいざんこくえいがさい）とは、毎年秋冬に東京で開催される残酷映画専門の学生映画祭である。

## 沿革
学生残酷映画祭は2009年から続く、日本国内唯一の残酷映画（ホラーやスプラッターなど流血や人体破損描写を売りの一つとするジャンル映画）を専門としたコンペティション形式の学生映画祭である。2009年、当時神奈川工科大学の学生で、自らもスプラッター映画を制作していた佐藤雄二が、自身も含め学生の制作したジャンル映画がジャンル映画として正しく評価される場がなかなか無い事に不満を持ち、そのことをきっかけにして立ち上げた。
会場は2009年の第一回目は東京都新宿区高田馬場に当時存在したBABACHOPシアター（2011年6月に閉館）、2010年の第二回目から2012年の第四回目まで東京都杉並区阿佐ヶ谷にある阿佐ヶ谷ロフトA、2013年の第五回目から東京都新宿区歌舞伎町の新宿ロフトプラスワン。
2011年（第三回目）より公式ロゴが使用されている。このロゴをデザインしたのはゲスト審査員で映画秘宝のアートディレクターである高橋ヨシキである。
2017年を最後に休止状態にあったが、2023年に復活した。6年ぶりの開催に鑑みて、学生の枠を取り外した規定に変更した。

## 開催概要
毎年夏頃から作品の募集を開始し、秋に締切る。応募作品の中から本選上映作品（入選作品）を実行委員会が選出し、本選でゲスト審査員が受賞作品を決定する。
応募資格は現役学生でなくても、在学時に制作した作品であれば応募可能としている。ジャンルは問わないが（実写、アニメも問わず）、流血や人体破損描写がある作品でなければ審査対象にはならない。また2013年より未就学生であっても18歳以上25歳未満の者なら応募可となった。
東京で開催される本選では上映と審査だけではなく、出品監督とゲスト審査員が壇上に上がり講評も含めたトークセッションを行うことがメインイベントの一つとなっている。
実行委員会は毎年学生の有志メンバーで組織される。初代主宰の佐藤雄二は2011年春に大学を卒業したため、第三回目は2010年（第二回目）から司会進行役を務める文園太郎が主宰を引き継いだ。

## ゲスト審査員
ゲスト審査員はホラー映画に精通した映画監督やライターが毎回務めている。
映画監督の古澤健、『ゾンビ映画大事典』編著者の伊東美和は2009年の第一回目から審査員を務めている。2010年の第二回目から映画秘宝のアートディレクターであるデザイナー・ライターの高橋ヨシキが参加。
また古澤健は、第一回目から審査委員長を務めている。
歴代審査員（2009～2012年）
- 古澤健（映画監督…『オトシモノ』、『アナザー』、『ルームメイト』他）
- 伊東美和（書店店主・ライター）
- 三宅隆太（映画監督・脚本家…『七つまでは神のうち』、『呪怨 白い老女』他）
- 高橋ヨシキ（デザイナー・ライター…映画秘宝DEVIL PRESS、READER'S ATTACK!、『ショック！残酷！切株映画の世界』、『冷たい熱帯魚』園子温監督との共同脚本 他）
- ジャンクハンター吉田（ゲーム・映画ライター…『ゲームになった映画たち シネマゲーム完全読本』他）
- 屑山屑男（トラッシュカルチャーマガジン『TRASH-UP!!』編集長）
- 継田淳（映画監督・脚本家…『ファッション・ヘル』、『ゾンビアス』、『ヌイグルマーZ』他）
- 西村喜廣（映画監督・特殊メイクアーティスト…『東京残酷警察』、『ヘルドライバー』他）
- 田野辺尚人（雑誌編集者）
- 三留まゆみ（映画評論家、イラストレーター、漫画家）
- 白石晃士（映画監督、脚本家、映像作家）

## 賞
グランプリ、観客賞以外に固定された賞は2013年現在存在しない。
とはいえ、毎年グランプリのみの選出という訳ではなく、ゲスト審査員がグランプリ作品以外に賞を与えるべきと判断した作品には審査員特別賞や奨励賞、技術賞などが与えられている。

### 受賞作品

#### グランプリ
- 2009年（第一回）『牛乳王子』監督：内藤瑛亮
- 2010年（第二回） グランプリ該当作なし
- 2011年（第三回）『へんたい』監督：佐藤周
- 2012年（第四回） グランプリ該当作なし
- 2013年（第五回）『温かい食卓』監督：浦崎恭平
　　（準グランプリ『一シコリ十殺』監督：増村拓也　※この回のみ特例で設けられた）
- 2014年（第六回） グランプリ該当作なし
- 2015年（第七回） グランプリ該当作なし
- 2016年（第八回）『べー。』監督：阪元裕吾
- 2017年（第九回） グランプリ該当作なし
- 2023年（第十回）『キルマゲドン』監督：小泉京介・戸巻のぞみ

2010年にグランプリを選出しなかった理由について審査委員長の古澤健は「候補作品はあったがどれも一長一短があり、僕ら（審査員）が"お墨付き"を与えたい作品はなかった。ここでどれかにグランプリを与えては映画祭のレベルが下がる。是非これからもこの映画祭を続けて欲しいという想いをこめて、グランプリ該当作なし、という結論に達しました」と述べた。2012年も同理由によりグランプリは選出されなかった。
第五回より、グランプリ受賞者には副賞としてキングレコードのホラー映画レーベル「ホラー秘宝」のロゴムービー監督権が与えられ、第五回受賞の浦崎恭平はこれを制作し、2014年に開催された「夏のホラー秘宝まつり」の上映作品に付けて上映された。

#### 審査員特別賞
- 2009年（第一回）『PUSSY CAT』監督：ていえぬ
- 2010年（第二回）『女子高生のはらわた』監督：田代尚也
- 2010年（第二回）『FRIEND IS THE DEAD』監督：佐藤周
- 2012年（第四回）『Maria』監督：中尾依代
- 2012年（第四回）『けいどうみゃく』監督：山川智輝
- 2014年（第六回）『神』監督：平岩諒一（「来年も応募しやがれ賞」として）
- 2015年（第七回）『血飛沫く生命』監督：平岩諒一（「またまた来年も出しやがれ賞」として）
- 2016年（第八回）『ニクノクニ』監督：篠原三太朗

#### 技術賞
- 2011年（第三回）『ショートカットファンクラブ』監督：谷口一真　撮影：安田瑛己

#### 奨励賞
- 2011年（第三回）『あの子』監督：佐野千尋

#### 努力賞
- 2017年（第九回）『下痢人間』監督：島直哉

#### 主演女優賞
- 2017年（第九回）『偽影』監督：櫻木流佳

#### 観客賞
※第三回目から新設
- 2011年（第三回）『へんたい』監督：佐藤周
- 2012年（第四回）『キレる』監督：岡田真樹
- 2013年（第五回）『一シコリ十殺』監督：増村拓也
- 2014年（第六回）『チェンソー君』監督：吉岡光
- 2015年（第七回）『KILL THE CLUTCH』監督：吉岡光
- 2015年（第七回）『血飛沫く生命』監督：平岩諒一
- 2016年（第八回）『べー。』監督：阪元裕吾
- 2017年（第九回）『目には目を。尿には尿を。』監督：カシマタイセイ
- 2023年（第十回）『キルマゲドン』監督：小泉京介・戸巻のぞみ

#### HIGH-BURN VIDEO賞
※ビデオレーベルからの賞。第四回目から新設
- 2012年（第四回）『キレる』監督：岡田真樹
- 2013年（第五回）『すぷらったーぼーいず』監督：神野聡
- 2014年（第六回）『RAPE KILLER』監督：高瀬夢
- 2015年（第七回）『ポップコーン』監督：高瀬夢
- 2016年（第八回）『ニクノクニ』監督：篠原三太朗
- 2017年（第九回）『目には目を。尿には尿を。』監督：カシマタイセイ

## 作品傾向
上映作品は全て残酷映画とはいえシリアスなものだけではなく、コメディ要素が強いものも多い。残酷映画の王道であるゾンビものや猟奇殺人もののほかにも、ジャンルにとらわれない自由で新しい設定の作品も多い。
また実写のみならずアニメーション作品も毎年出品されている。2009年と2010年の出品者であるていえぬはクレイアニメによる作品を応募している。

## 評価
審査委員長の古澤健は2009年に第一回目が開催された後、映画秘宝2010年2月号において「特筆すべきなのはなにより、主催者の情熱だ。自ら学生でありながら、素晴らしい企画力と実行力で映画祭を成功させたことに感服した。日本のあちこちで、孤独な思いで残酷映画を作っていただろう作家たちに、「俺たちは間違っていない！」という勇気を与えたと思う。ぜひこの映画祭は継続していってほしいと強く思った」と、当時主催者であった佐藤雄二を絶賛した。
ゲスト審査員の高橋ヨシキは2010年（第二回目）の冒頭の挨拶で「（学生と映画祭の）間に残酷という言葉が入っているだけで、どれだけ心が安らぐか（笑） 字面がいいんですよ。それを抜くとすごく空気が薄れかけるという。非常に志が高い映画祭だと思います」と賛辞を送った。

## 受賞者のその後
出身監督の内藤瑛亮、ていえぬ、田代尚也らは自身の作品がセル＆レンタルビデオ化されたり劇場公開用の作品を制作したりと、映画祭後に商業デビューを果たしている。
第二回目から出身監督の新作告知が幕間に上映されるようになった。第二回目では『牛乳王子』で初代グランプリに輝いた内藤瑛亮監督による『先生を流産させる会』の特報が上映され、会場が沸いた。（その後『先生を流産させる会』はカナザワ映画祭、ゆうばり国際ファンタスティック映画祭などといった国内外の著名な映画祭に正式出品・正式招待され話題になり、2012年5月26日から全国の劇場で順次公開され、大ヒットすることになる）
第三回目では『女子高生のはらわた』で2010年の審査員特別賞を受賞した田代尚也監督の『女子高生のはらわた』セル＆レンタルDVD化告知とDVD化に合わせて撮り下ろされた短編『血まみれ風呂屋』の予告が上映された。（『血まみれ風呂屋』の予告は2012年現在YouTubeに上がっているものより過激なバージョンが上映された）

## 関連イベント
- 『学生残酷映画祭inゆうばり』

2013年2月24日開催。「ゆうばり国際ファンタスティック映画祭2013」内にて『牛乳王子』『へんたい』他、過去上映作の中から厳選した12作品を上映。
翌2014年3月1日には、ゆうばり国際ファンタスティック映画祭2014の「西村映造プレゼンツ 復活！フォーラムシアター」にて「学生残酷映画祭 西村喜廣セレクション」として、過去上映作品と参加監督の新作が上映された。
- 『学生残酷映画祭 京都皆殺し篇』

2013年5月18～24日開催。会場は京都市中京区で同年4月にオープンした元・立誠小学校特設シアター（ちなみに立誠小学校は「日本映画発祥の地」とされている）。過去作と映画祭出身監督らによる新作による全14作品が一週間にわたり上映された。

## エピソード
『へんたい』監督の佐藤周は2009年の第一回目から2011年の第三回目まで連続出品し（2012年現在で最多出品者である）、学生監督人生最後の年である2011年に念願のグランプリ、そして観客賞を受賞した。
2009年グランプリ監督の内藤瑛亮は『牛乳王子』を制作後様々な映画祭に応募したが一次審査で落選したり、上映されても観客に引かれるなどして散々であった。『先生を流産させる会』がゆうばり国際ファンタスティック映画祭のオフシアター部門に出品された際にも、受賞には至らなかった。彼の唯一の映画祭における受賞歴は（2012年10月現在）学生残酷映画祭のみである。後に内藤は『先生を流産させる会』が劇場公開され大ヒットした際に「他の映画祭で数々の受賞をした監督の作品に、興行で勝つこと、それが僕に唯一賞をくれた学生残酷映画祭への恩返しです」とTwitterで語った。